# 좌파당 (룩셈부르크)

좌파당(룩셈부르크어: Déi Lénk, 프랑스어: La Gauche, 독일어: Die Linken)은 룩셈부르크의 사회민주주의 정당이다.
1999년에 설립되었으며 사회민주주의를 지향한다. 좌파당의 경우 민주당, 녹색당, 대안민주개혁당 다음으로 여섯 번째로 의석을 가지고 있다.